# John Curtin
John Joseph Curtin (8 de enero de 1885-5 de julio de 1945) fue un político australiano y el decimocuarto primer ministro de dicho país. Curtin fue elegido primer ministro en 1941 como miembro del partido laborista, formando un gobierno en minoría una vez que dos representantes de la oposición liberal cruzaran las líneas partidarias.
Curtin asumió su puesto durante la crítica fase de la Segunda Guerra Mundial en la que Australia se vio directamente amenazada por el Imperio del Japón. Es considerado como uno de los primeros ministros más importantes en la historia del país. Tanto Douglas MacArthur, Comandante Supremo de las Fuerzas Aliadas en el Pacífico durante la guerra, como Arthur Fadden, su predecesor, elogiaron su papel durante la guerra.

## Juventud y educación
Curtin nació en Creswick, Victoria en 1885. Su padre era oficial de policía de ascendencia irlandesa, y fue criado, inicialmente, como católico. Curtin asistió a la escuela hasta los 13 años, cuando comenzó a trabajar para un periódico en Creswick. Pronto, se hizo un activista tanto del Partido Laborista Australiano como del Partido Socialista de Victoria, que era una organización marxista. Escribió para periódicos radicales y socialistas. Se cree que la primera oferta de Curtin para la oficina elegida vino en este tiempo, cuando él defendió el puesto de secretaria del club de fútbol de Brunswick y fue derrotado. Él había jugado antes para Brunswick entre 1903 y 1907.

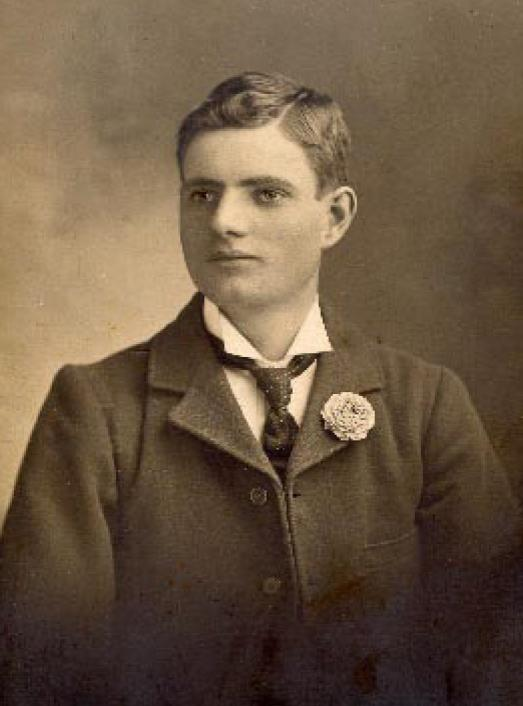
John Curtin en 1908

Desde 1911 hasta 1915, Curtin fue empleado como Secretario de Timberworkers' Union, y durante la Primera Guerra Mundial fue un militante anti-conscriptor. Estuvo un tiempo encarcelado por negarse a asistir a un examen médico obligatorio, ya que sabía que iba a fallar el examen debido a su muy pobre visión. También, en aquella época, era el candidato laborista de Balaclava en 1914. La tensión de este período, lo llevó a beber mucho y regularmente, un vicio que arruinó su carrera. En 1917, se casó con Elsie Needham, la hermana del senador Ted Needham.
Curtin se trasladó a Cottesloe, cerca de Perth, en 1917 para convertirse en un redactor para el Westralian Worker, el periódico oficial del sindicato. Disfrutaba de una vida relajada en la Australia Occidental y sus opiniones políticas fueron moderándose gradualmente. Se unió a la Asociación de Periodistas de Australia en 1917 y fue elegido Presidente de Australia Occidental en 1920. Llevaba su insignia de AJA cada día cuando era primer ministro. Además de su postura sobre los derechos laborales, Curtin también era un firme defensor de los derechos de las mujeres y los niños. En 1927, el gobierno federal convocó una Comisión Real sobre la Dotación de Niños y Curtin fue nombrado miembro de esa comisión.

## Primer ministro

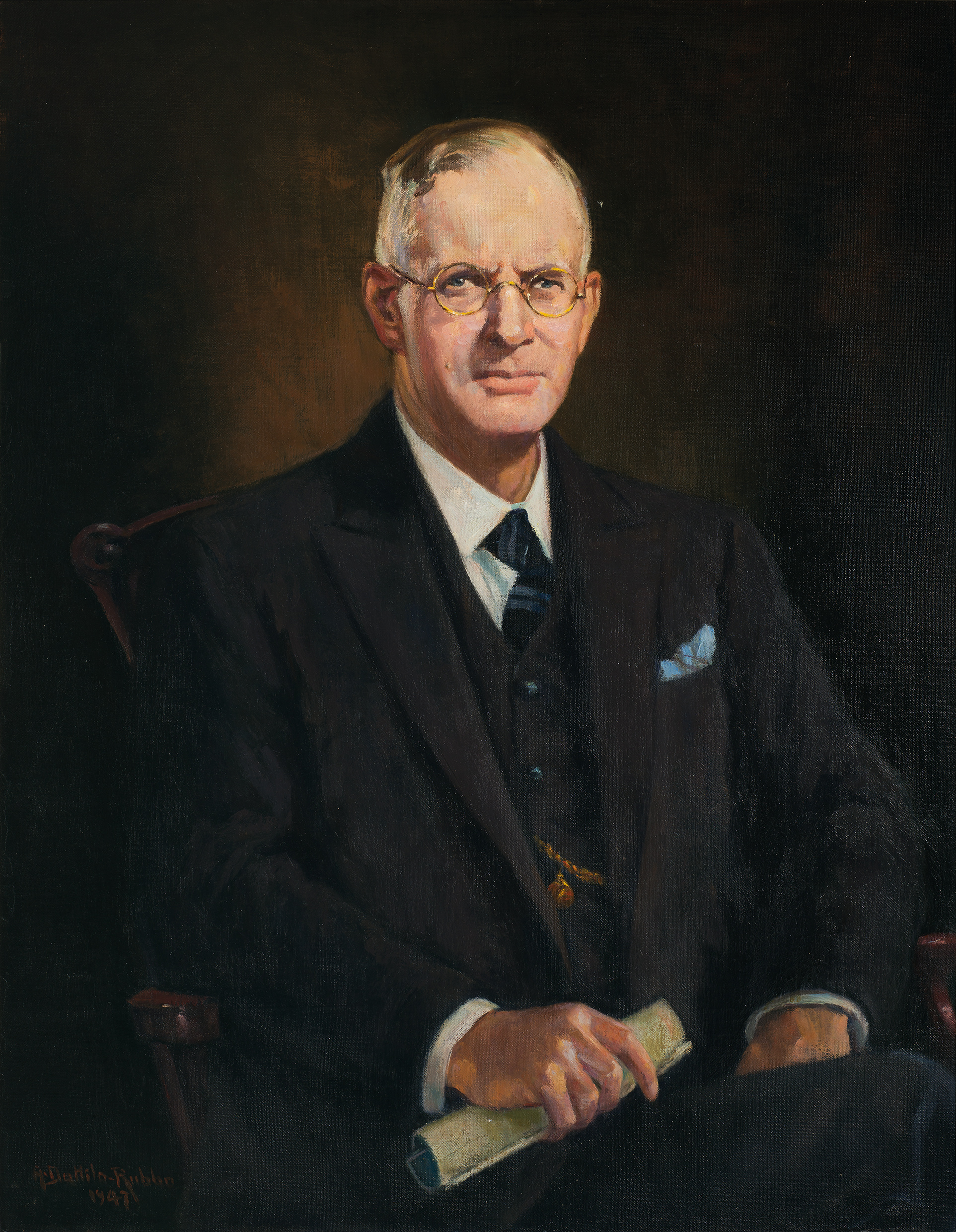
Retrato oficial de Curtin, obra del italiano Antonio Dattilo Rubbo.

### Guerra con Alemania y llegada al cargo.
En septiembre de 1939, la Segunda Guerra Mundial comenzó cuando la Alemania Nazi invadió Polonia. En línea con la declaración de guerra del rey de Inglaterra, el por entonces primer ministro Robert Menzies le declaró la guerra al país germano y anunció el apoyo de Australia a la corona Británica.
En 1941, Menzies viajó al Reino Unido para discutir el rol de Australia en la estrategia militar, y para expresar su preocupación por la defensa de Singapur. Mientras estuvo en Inglaterra, Menzies perdió el apoyo de su propio partido, obligándolo a renunciar.
Curtin había rechazado inicialmente la oferta de Menzies de formar a “gobierno nacional” durante la guerra, debido a que él temía que eso dividiera al Partido Laborista, aunque él, finalmente, accedió a unirse al Consejo Asesor de Guerra. En octubre de 1941, Arthur Coles y Alexander Wilson, los dos hombres independientes del MPs que mantuvieron a ese partido en el poder desde el 40, unieron fuerzas con el laborismo para defender el presupuesto de Fadden, reemplazante de Menzies, y dejar de un lado al gobierno. El Gobernador General Lord Gowrie tuvo que convocar a una elección parlamentaria un año antes debido a la situación interna. Él convenció a Coles y a Wilson de apoyar a Curtin, en caso de ser elegido primer ministro, para que termine con la inestabilidad que estaba viviendo el gobierno. Curtin jura como Primer Ministros de Australia el 7 de octubre, a la edad de 56 años.

### Participación en la guerra junto a Estados Unidos
En diciembre de 1941, la guerra del Pacífico se inició con el bombardeo de Japón a Pearl Harbor. Curtin se dirigió a la nación por la radio y dijo: «Hombres y Mujeres de Australia… estamos en guerra con Japón. Esta es la hora más difícil de nuestra historia. Nosotros, los australianos, tenemos tradiciones duraderas. Debemos mantenerlas, debemos reivindicarlas. Debemos defender este país».
El 10 de diciembre, dos barcos fueron hundidos por los bombarderos japoneses en la costa de Malasia. Curtin habló con el presidente Roosevelt y con Winston Churchill el 23 de diciembre, diciendo: «La caída de Singapur significará el aislamiento de Filipinas, la caída de las Indias Orientales Neerlandesas y el intento de capturar las otras bases. Está en su poder conocer la situación… aceptaremos la presencia de comandantes de los Estados Unidos en el área del Pacífico. Por favor consideren esto como urgente».
Curtin tomó decisiones cruciales aliando a Australia con los Estados Unidos. Muchos creyeron que con esta medida, el primer ministro abandonaba las tradiciones de Australia y su lazo con las islas británicas. Al poco tiempo dio un discurso histórico en donde marcaba la posibilidad de que Australia pudiera ser invadida por Japón.
Antes de este discurso, la respuesta australiana a los esfuerzos de la guerra fueron problemáticas debido a los rumores que llevaban pánico a la población sobre esta posible invasión. Para el año 1943, cuando la amenaza de una invasión había pasado, Curtin retomó su compromiso con el Imperio Británico.
Aunque algunas políticas de gobierno realizadas por Curtin fueron reorientadas a los Estados Unidos, constitucionalmente marcó el momento en que Australia se convirtió en una nación Independiente, separada de la Corona y no más vinculada a la supremacía británica ni a sus leyes.
Curtin formó una relación cercana con el Comandante Supremo de los Aliados en el Suroeste del Pacífico, el General Douglas MacArthur. Curtin comprendió que Australia sería ignorada a menos que tenga una voz fuerte en Washington, y él quiso que esa voz fue la de MacArthur. Le dio el control a MacArthur de las fuerzas australianas y ordenó a sus comandantes que siguieran las instrucciones del general norteamericano como si fueran las suyas.

### Políticas militares
La administración de Curtin acordó que las divisiones 6.ª y 7.ª del cuerpo armado de Australia fueran transferidas del Norte de África a comando americano-británico-holandés-australiano en las Indias Orientales Neerlandesas. Singapur cayó ante los japoneses el 15 de febrero de 1942, siendo el mayor desastre militar en la historia australiana. La 8.º división fue capturada en su conjunto, un total de 15.385 soldados, aunque el mayor general Bennett logró escapar. La amenaza japonesa llegó a Australia el 19 de febrero, cuando fue el bombardeo aéreo de Darwin, el primer de muchos en el norte del país.
A mediados del 42, los resultados de las batallas del Mar de Coral, la bahía de Milne y la del Sendero de Kokoda ayudaron a frenar la amenaza de una invasión. En ese momento fue Curtin quien también explicó los términos de la Ley de Defensa, que permitía que los soldados pudieran ser desplegados a "otros territorios en la Zona del Pacífico Sudoeste siendo territorios asociados con la defensa de Australia”. Recibió una fuerte oposición por parte de la mayoría de sus antiguos colegas de la izquierda, grupo encabezado por Arthur Calwell. La crítica nacía ya que Curtín se había opuesto a normativas similares durante la Primera Guerra Mundial y en 1939 cuando este proyecto fue presentado por el Gobierno de Menzies.
El estrés causado por la guerra, especialmente la batalla interna dentro del partido Laborista, dañaron mucho la salud de Curtin. Él sufrió durante toda su vida de una enfermedad asociada con el estrés y la depresión; él también era un fumador compulsivo.

## Muerte
Para 1944, un año en el que viajaba regularmente de y hacía Londres, Washington para reunirse con Churchill, Roosevelt y otros líderes de los Aliados, Curtin sufría una enfermedad en el corazón. A comienzos del 45, con el fin de la guerra cerca, su salud comenzó a deteriorarse rápidamente.
El 5 de julio de 1945, Curtin murió en la residencia oficial a los 60 años. Fue el segundo primer ministro australiano en morir en funciones, seis semanas antes del final de la guerra en el Pacífico.
Fue enterrado en Karrakatta, un cementerio en Perth; a su funeral asistieron alrededor de 30 mil personas.
Inicialmente fue sucedido como en el cargo por Frank Forde; ocho días después, una votación dentro del partido eligió a Ben Chifley como líder laborista y por lo tanto como primer ministro.